# Cordofoni

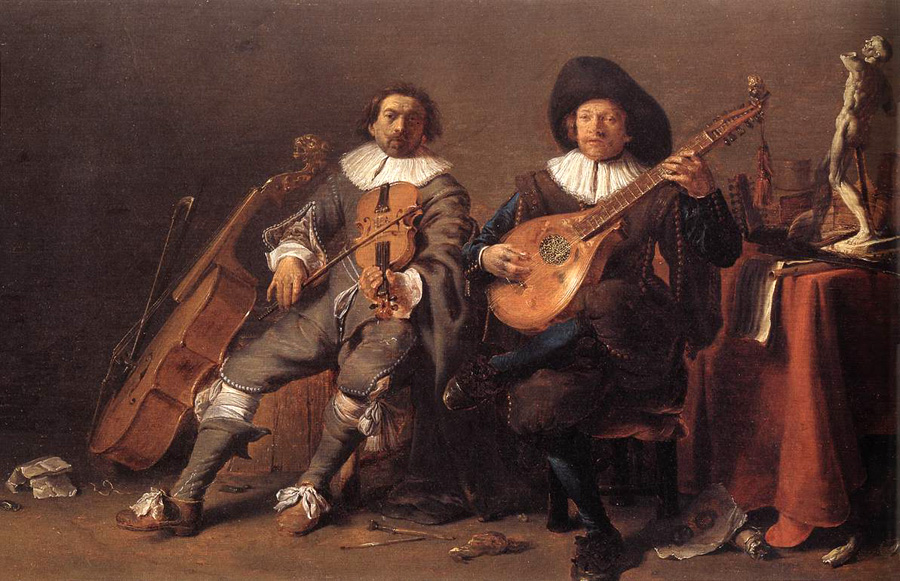
Tre strumenti a corda; immagine del XVII secolo

I cordofoni, detti anche strumenti a corda, sono una classe di strumenti musicali in grado di produrre un suono mediante la vibrazione prodotta da una o più corde di cui sono dotati. 
La vibrazione si può ottenere:
- percuotendo le corde (es. pianoforte);
- pizzicandole con le dita, le unghie delle dita, plettri (es. chitarra) o attraverso meccanismi azionati da tastiere che inducono il pizzico sulla corda (es. clavicembalo);
- strofinandole con archetti (es. violino) o ruote (es. ghironda);
- facendole lambire dal vento (es. arpa eolica).

## Suddivisione
Gli strumenti cordofoni si suddividono in:
- cordofoni semplici che si possono considerare completi col solo supporto che mantiene fisse e tese le corde, ma possono essere dotati di risuonatore (con la funzione di amplificare il suono) che viene aggiunto (ad esempio: cetre a bastone, a zattera, tubolari, a tavola, a ciotola, a cornice);
- cordofoni composti, in cui può essere presente una cassa armonica (risuonatore) che è tutt'uno con lo strumento.

A seconda della posizione reciproca tra corde e piano del risuonatore i cordofoni compositi si distinguono in:
- liuti (tra questi liuti arcuati, liuti a giogo o lire e liuti a manico). A parte le lire, nei liuti la struttura esterna al risuonatore è un manico (diritto o incurvato) e le corde corrono parallele al manico e al piano del risuonatore. Nei liuti a manico, come anche in altri strumenti a corde, si possono trovare la "tastiera" che consente di determinare l'altezza della nota da eseguire, il ponte che consente di tendere le corde sullo strumento e i piroli (bischeri) o le chiavette o le meccaniche (a seconda del tipo di strumento) con cui può essere regolata la tensione delle corde, allo scopo di accordare lo strumento.
- arpe nelle quali il piano delle corde taglia perpendicolarmente il piano del risuonatore.
- arpe liuto (es. kora africana), nelle quali le corde partono con andamento parallelo al piano del risuonatore, ma sono fissate al manico in modo che si dispongano perpendicolari al piano del risuonatore.

Per realizzare le corde si utilizza l'acciaio, il bronzo, il nichel, il nylon, crini di cavallo o il budello, ricavato dall'intestino di bovini o ovini; in cordofoni semplici come le arpe eoliche si usa la seta.
I primi cordofoni vennero costruiti nella preistoria: veniva tesa una corda fra le estremità di un'asta di legno flessibile (arco musicale: cetra a bastone flessibile), formando una struttura molto simile a quella di un arco ed è molto probabile che inizialmente venissero utilizzati gli stessi archi da caccia. Soltanto in seguito lo strumento venne dotato di un risuonatore ottenuto da materiali cavi, come noci di cocco svuotate, altra frutta dal rivestimento duro, ma anche zucche tagliate a metà o altri oggetti che si prestassero ad amplificare il suono prodotto dal pizzicamento delle corde, dalla percussione con bastoni appositi (magari muniti di sonagli) o dallo sfregamento di queste con un altro arco di dimensioni ridotte, abbozzo del moderno archetto.

## A corde strofinate (con archi o ruote)
In questi strumenti, le corde vengono fatte vibrare venendo strofinate da un archetto di legno con crini di cavallo spalmati di pece.
Gli strumenti cordofoni ad arco:
- Lirone
- Viella
- Violino
- Viola
- Viola da gamba
- Viola d'amore
- Viola d'amore a chiavi
- Viola di bordone
- Viola pomposa
- Violoncello
- Violoncello barocco
- Violone
- Contrabbasso
- Ottobasso
- Dilruba
- Sarangi
- Ghironda non usa un arco ma una ruota - a corde strofinate
- Tromba marina
- Ravanastron
- Morin khuur

## A corde pizzicate

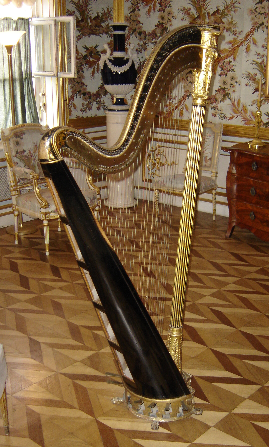
Un'arpa

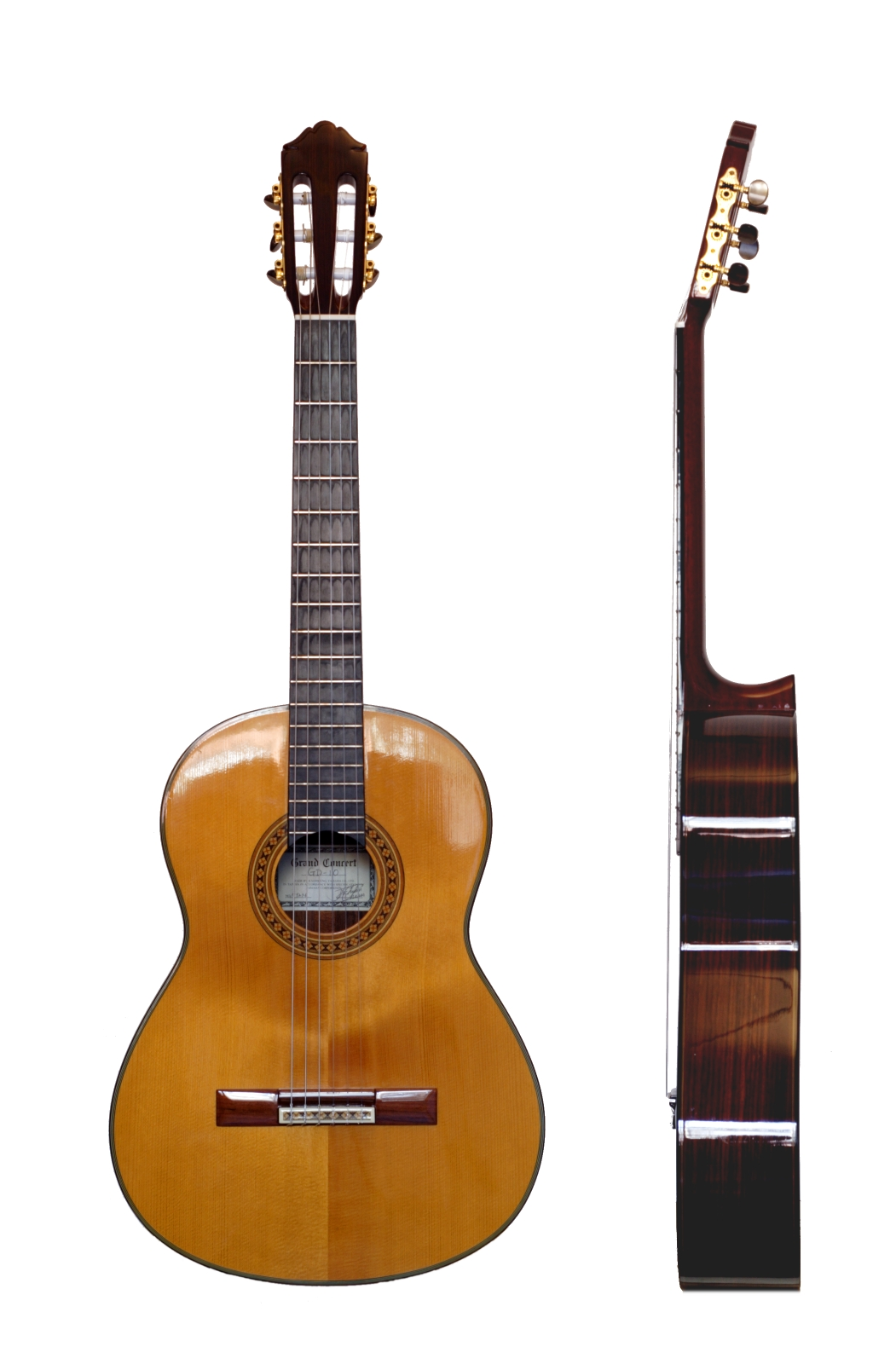
Una chitarra

Negli strumenti musicali di questo tipo, la generazione del suono è prodotta dalla vibrazione di una corda, innescata pizzicandola con un plettro o con le dita dell'esecutore. Anche gli strumenti ad arco possono essere suonati pizzicando le corde.
Gli strumenti cordofoni a corde pizzicate sono:
- Arciliuto
- Arpa
- Arpa celtica
- Arpa eolia (corde messe in vibrazione dal vento)
- Arpa liuto
- Baglamas
- Bandolina
- Bandolim
- Bandurria
- Balalaica
- Banjo
- Basso acustico
- Basso elettrico
- Beartrax
- Bouzouki
- Cavaco
- Cavaquinho
- Cetra
- Charango
- Chardha
- Chitarra
- Chitarra elettrica
- Chitarrone
- Cigar box guitar
- Clavicembalo
- Cuatro
- Dombura
- Dulcimer
- Ektara
- Guitarra portuguésa
- Guitarrón
- Gusli
- Guzheng
- Kacapi
- Kora
- Koto
- Lap steel guitar
- Laud
- Lira
- Liuto
- Mandola
- Mandola Celtica
- Mandolino
- Moodswinger
- Oud
- Pedal steel guitar
- Requinto
- Ronroco
- Sarod
- Salterio
- Saz
- Shamisen
- Sitar
- Steel guitar
- Sueng
- Sharki
- Tiorba
- Tiple
- Tres
- Ukulele
- Veena
- Vihuela
- Viola braguesa (o guitarra braguesa)
- Viola caipira
- Viola machete
- Violão 7 cordas
- Viola de cabaça
- Yueqin

## A corde percosse

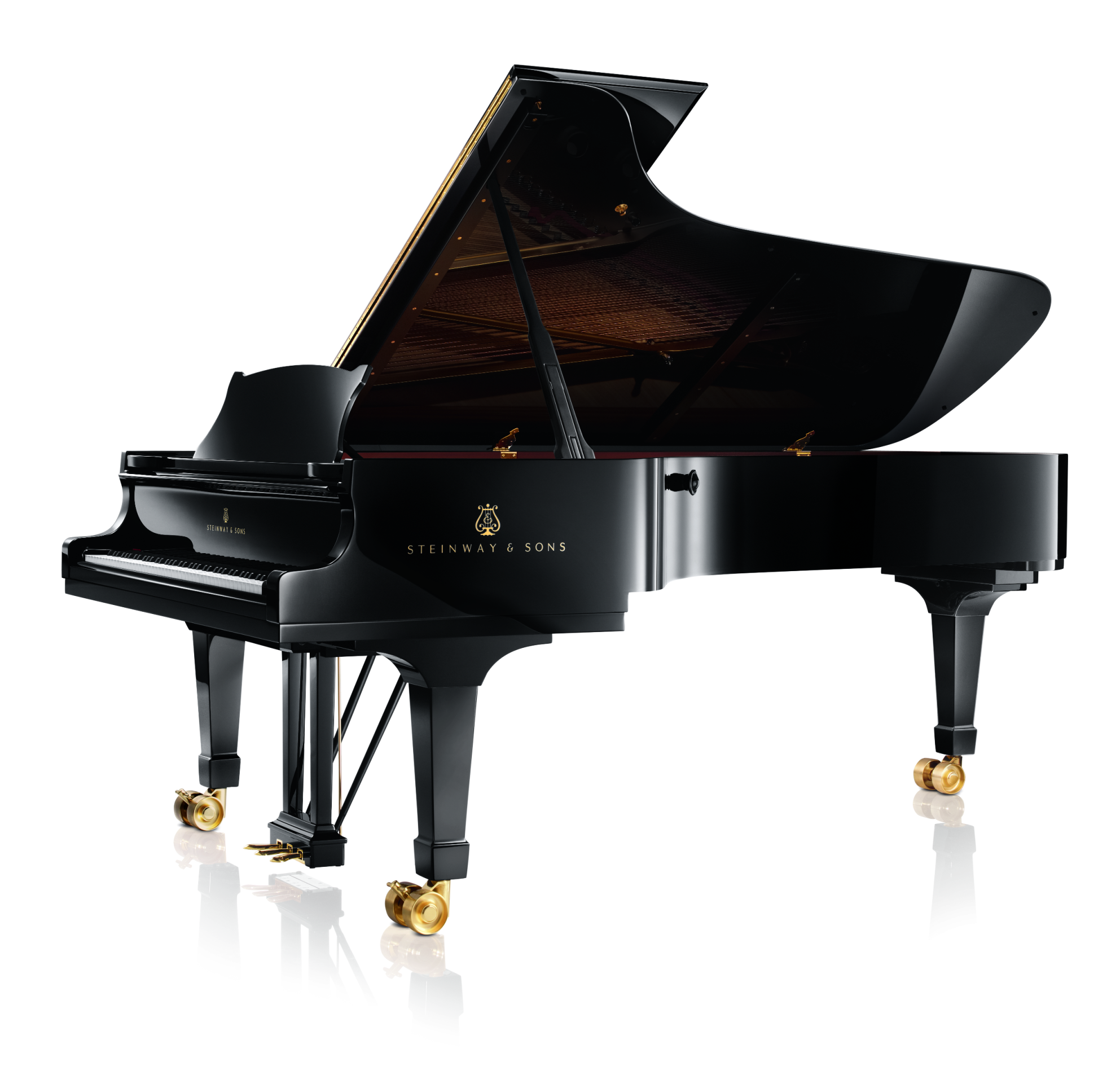
Un pianoforte

Possono essere percosse manualmente da particolari battenti, oppure attraverso martelletti azionati da una tastiera (come nel clavicordo, nel fortepiano o nel pianoforte). In alcuni è presente un dispositivo che solleva il martelletto dopo la percussione, per liberare la corda e lasciarla vibrare naturalmente. Negli altri strumenti, dove questo dispositivo non è applicato, è il martelletto a determinare l'altezza della nota prodotta, relativamente al punto in cui colpisce la corda.
Alcuni strumenti a corde percosse sono: 
- Cimbalom, dulcimer
- Clavicordo
- Fortepiano
- Pianoforte
- Chapman Stick
- Berimbao
- Gardon
- Chitarra Warr